# کراست (آرکانزاس)
کراست (آرکانزاس) (به انگلیسی: Crossett, Arkansas) یک شهر در ایالات متحده آمریکا با جمعیت ۵٬۵۰۷ نفر است که در آرکانزاس واقع شده‌است.

## موقعیت جغرافیایی
موقعیت جغرافیایی شهرها و مناطق اطراف به شرح زیر است: